# Microdeutopus schmitti
Microdeutopus schmitti är en kräftdjursart som beskrevs av Robert Alan Shoemaker 1942. Microdeutopus schmitti ingår i släktet Microdeutopus och familjen Aoridae. Inga underarter finns listade i Catalogue of Life.